# Ministre de la Jeunesse (Guinée)
 (signalé en juillet 2025).
Si vous disposez d'ouvrages ou d'articles de référence ou si vous connaissez des sites web de qualité traitant du thème abordé ici, merci de compléter l'article en donnant les références utiles à sa vérifiabilité et en les liant à la section « Notes et références ».
- Archive Wikiwix
- Bing
- Cairn
- DuckDuckGo
- E. Universalis
- Gallica
- Google
- G. Books
- G. News
- G. Scholar
- Persée
- Qwant
- (zh) Baidu
- (ru) Yandex

Le ministère de la Jeunesse est un ministère guinéen dont le ministre est Cellou Baldé.

## Titulaires depuis 2025
| Nom | Nom          | Dates du mandat | Dates du mandat | Gouvernement(s) |
| --- | ------------ | --------------- | --------------- | --------------- |
|     | Cellou Baldé | 29/7/2025       | En cours        | Bah Oury        |